# Klaas de Boer (astronoom)

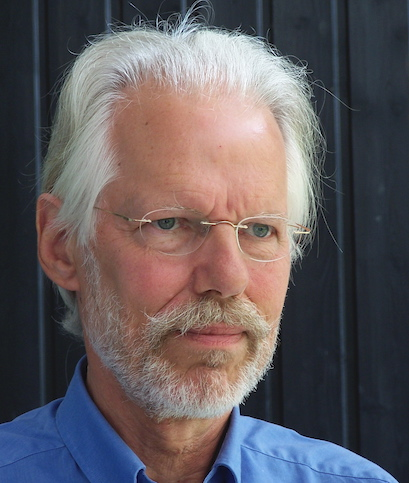
Klaas de Boer, ca. 2007

Klaas Sjoerds de Boer (Groningen, 18 november 1941 − aldaar, 15 maart 2022) was een Nederlands astronoom/astrofysicus en hoogleraar aan de Universiteit Bonn. Voor zijn wetenschappelijk onderzoek gebruikte hij met satellieten en met telescopen op de aarde verkregen metingen.

## Levensloop
De Boer studeerde sterrenkunde en natuurkunde aan de Universiteit Groningen. In 1974 promoveerde hij in Groningen bij prof. Stuart Pottasch over Interstellar Absorption Lines in the Ultraviolet.
Van 1974 tot 1977 was hij verbonden aan de afdeling Ruimteonderzoek aan de Universiteit Groningen, van 1978 tot 1981 research associate aan het Astronomy Department van het University of Wisconsin System in Madison (Verenigde Staten). Tussen 1981 en begin 1985 werkte hij als wetenschappelijk medewerker aan de Universiteit van Tübingen. In 1985 was hij aangesteld bij de Universiteit Groningen in het kader van de Nederlands-Britse samenwerking in de sterrenwacht op La Palma en werkte aan het Royal Greenwich Observatory, destijds op het terrein van het kasteel van Herstmonceux. Internationale onderzoeksprojecten voerde hij uit aan het Astronomy Department van de Princeton University (Verenigde Staten) en aan de University of Canterbury in Christchurch (Nieuw-Zeeland).
Begin 1986 werd De Boer hoogleraar in de astronomie aan de sterrenwacht van de Universiteit Bonn als opvolger van Hans Schmidt.

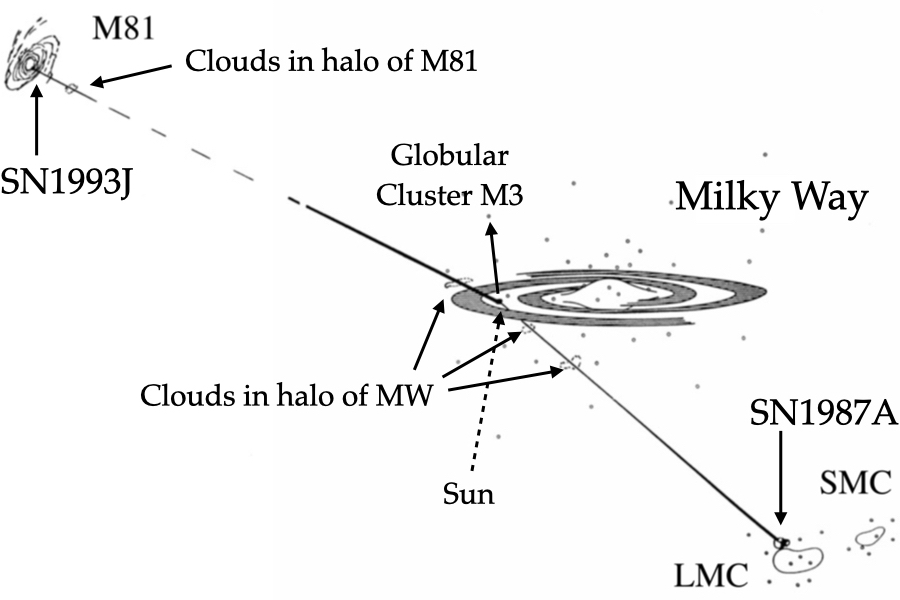
Met supernovae het gas buiten de Melkweg onderzoeken

### Onderzoek en onderwijs
Hoofdgebied van onderzoek van De Boer: interstellair gas; intergalactisch gas met behulp van supernovae; sterren van de horizontale tak; kinematika in de melkweg; structuur van de Magelhaense wolken en dwergmelkwegstelsels. Al deze gebieden kunnen met het overkoepelende begrip onderzoek naar de drie-dimensionale structuur van het lokale universum beschreven worden.
Samen met studenten, promovendi en collegae (zowel plaatselijke als van elders), kwamen meer dan 250 publicaties tot stand, waarvan ongeveer de helft in gerefereerde tijdschriften verscheen. De Boer organiseerde verscheidene conferenties, was 'editor' van meerdere conferentieverslagen en hij publiceerde boeken. Voorts publiceerde hij 25 artikelen voor leken en bijna 30 essays over sterrenkunde op het internet.

### Commissies
De Boer was lid en voorzitter van verscheidene commissies, zoals het International Ultraviolet Explorer Programme Committee van ESA (1986–1994), het Gutachterausschuss Verbundforschung Astronomie und Astrophysik van het DLR (1991–1993 en 1995–2001), de Science Advisory Group van het Gaia-project (1998–2000) en van de Board of Directors van het tijdschrift Astronomy and Astrophysics (2001–2011).
Met zijn collegae in Bonn hielp De Boer mee om in 2006 de sterrenwacht met het Radioastronomisches Institut en het Institut für Astrophysik und extraterrestrische Forschung tot het gemeenschappelijke Argelander-Institut für Astronomie samen te voegen.

## Publicaties
Meer dan 250 wetenschappelijke publicaties in de periode 1972 tot 2017.
- 1984: S. van den Bergh, K. S. de Boer (Eds.), Structure and Evolution of the Magellanic Clouds, IAU Symposium No.108, Reidel Publ. Comp. ISBN 9027717222.
- 2001: K.S. de Boer, R.-J. Dettmar, U. Klein (Eds.), Dwarf Galaxies and their Environment, Shaker Verlag, ISBN 3826592646.
- 2001: Medeauteur bij de nieuwe uitgave van het schoolboek Astronomie – Gymnasiale Oberstufe und Grundstudium; PAETEC/Cornelsen, ISBN 3895177989.
- 2004: H. van Woerden, B.P. Wakker, U.J. Schwarz, K.S. de Boer (Eds.), High-Velocity Clouds, Springer Verlag, ISBN 1402025785.
- 2008: K.S. de Boer, W. Seggewiss, Stars and Stellar Evolution, EDPSciences; leerboek, ISBN 9782759803569.

In 2007 nam de Boer afscheid van het actieve beroepsleven. Daarna deed hij vooral historisch en genealogisch onderzoek.
- CiNii: DA03826685
- Gemeinsame Normdatei: 122935136
- International Standard Name Identifier: 0000 0000 7851 5275
- Library of Congress Control Number: n83155801
- Mathematics Genealogy Project: 114311
- Nationale Bibliotheek van Israël: 987007347345805171
- Nederlandse Thesaurus van Auteursnamen: 06985243X
- Système universitaire de documentation: 069906165
- Virtual International Authority File: 79229667
- WorldCat: E39PBJk96pBJYBV6fkmgfyDrMP